# シュレーディンガー (曲)
『シュレーディンガー』は、KinKi Kidsの47枚目のシングル。2023年12月27日発売。発売元はジャニーズ・エンタテイメント・レコード。

## 解説
初回盤A（CD+Blu-ray/DVD）、初回盤B（CDのみ）、通常盤（CDのみ）で発売。
表題曲「シュレーディンガー」は、王道ポップスにシティ・ポップの要素を加えた新しくも懐かしいサウンドを感じるナンバー。ハンドクラップとグルーヴィなベース、ホーンセクションを使用した夜の匂いのするアレンジで、魅力的な相手に翻弄される男性の心情・大人の恋の駆け引きを歌詞で綴るアダルトな楽曲の世界観を構築している。コーラスやホーンを従え、2人がゴールドのきらびやかな衣装でダンスをするMVが11月18日22:00にYouTubeでプレミア公開された。振付はYOSHIEが担当し、2人のアイデアや希望も取り入れながら完成させた。

## 仕様・特典
仕様
- 初回盤A・初回盤B・通常盤 - 3面6Pジャケット

先着購入特典
形態ごとに絵柄は異なるが、CD＋Blu－ray、CD＋DVDは共通デザイン。
- 初回盤A - クリアファイルA（A4サイズ）
- 初回盤B - クリアファイルB（A4サイズ）
- 通常盤 - クリアファイルC（A4サイズ）

封入特典
本作の全形態に封入されているシリアルコード1つと、12月13日に発売済のアルバム『P album』の全形態に封入されているシリアルコード1つ、計2つを期間内に登録することで「P goods & Performance配信」キャンペーンに1口分応募可能。
- 初回盤A - 「シュレーディンガー」シリアルコード
- 初回盤B - 「KinKi Kids ニャンコ ステッカー」4枚、「シュレーディンガー」シリアルコード
- 通常盤 - 「シュレーディンガー」シリアルコード（初回プレスのみ）

## 収録曲
クレジット出典

### 初回盤A

#### CD
1. シュレーディンガー
作詞：山崎あおい / 作曲：U-Key zone / 編曲：堂島孝平、sugerbeans、U-key zone
2. Precious Life
作詞：田中花乃、Shusui / 作曲：Shusui、Fredrik Hult、Ola Larsson / 編曲：Ola Larsson、Fredrik Hult
3. シュレーディンガー -Backing Track-

#### Blu-ray/DVD
約16分収録予定。
1. シュレーディンガー Music Video & Making
2. シュレーディンガー Music Video Dance Ver.

### 初回盤B
1. シュレーディンガー
2. Midway of Life
作詞：前田たかひろ / 作曲：林田健司 / 編曲：363820 / コーラスアレンジ：岩﨑元是

### 通常盤
1. シュレーディンガー
2. 世界中を I LOVE YOU
作詞：堂本剛 / 作曲：Funk Uchino、Gigi、Ryota Nakai / 編曲：斉藤伸也（ONIGAWARA） / コーラスアレンジ：Ko-saku
曲を聴いてキラキラした印象を受けたため、剛は“令和昭和ポップ”を目指し、「思いっきりアイドルっぽい歌詞をつけた」という。コンサートで披露した際には、"I LOVE YOU"の部分で親指と人差し指でLOVEの"L"を作り頭上に掲げる振付を客席と共有した。[13]
3. 消えないトーチライト
作詞・作曲：編曲：堂島孝平

## チャート成績
初週17.9万枚を売り上げ、2024年1月8日付オリコン週間シングルランキングで初登場1位を獲得し、歴代1位の「デビュー（1st）からのシングル連続1位獲得作品数」を47に自己更新した。また、同じ歴代1位となる1997年度から2024年度までの「シングル連続1位獲得年数」も28年に自己更新した。

## 映像作品
シュレーディンガー
- KinKi Kids Concert 2023-2024 〜Promise Place〜
- 39 Very much

世界中を I LOVE YOU
- KinKi Kids Concert 2023-2024 〜Promise Place〜